# Glamis Castle
'Glamis Castle' (AUSlevel, nom de l'obtention enregistrée), est un cultivar de rosier créé en Angleterre en 1992 par David Austin,. Il doit son nom au château de Glamis en Angleterre.

## Description
'Glamis Castle' est une rose moderne du groupe « English Rose Collection ». Elle est issue du croisement 'Graham Thomas' ® x 'Mary Rose' ®. 
Les formes arbustives de ce cultivar plutôt prolifique peuvent atteindre plus de 90 à 120 cm de hauteur et 60 à 120 cm de largeur. Les feuilles sont de couleur vert obscur et mates et sont de taille moyenne. 
Ses fleurs sont d'un blanc délicat à nuance crème avec un parfum léger de myrrhe. Son diamètre moyen est de 2,5". Cette rose moyenne (41 + pétales) se présente en petits groupes en forme de coupe. 
Ce cultivar vigoureux peut toutefois être sensible au mildiou.

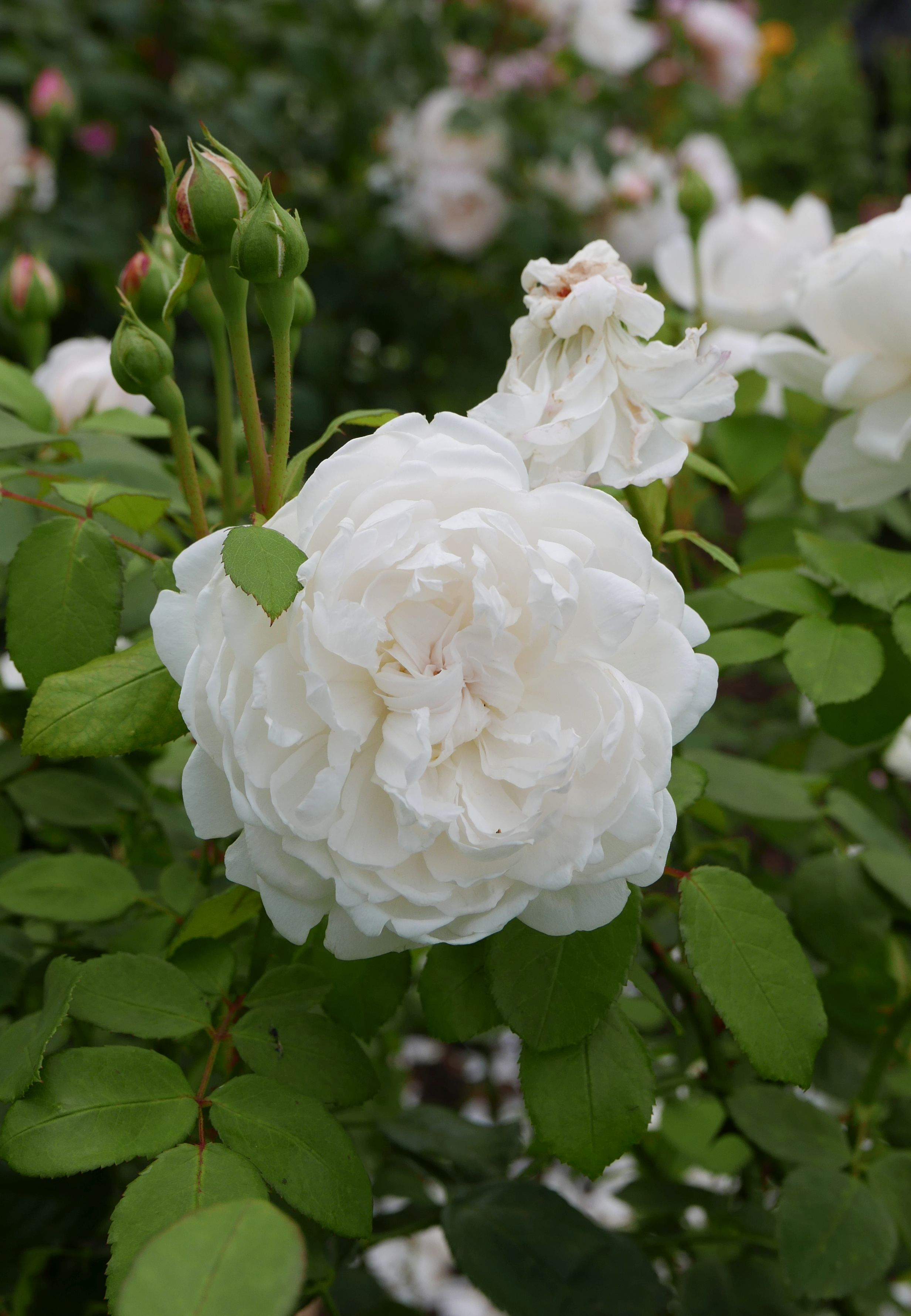
Rose 'Glamis Castle'